# دون (فلم 2006)
دون (بالإنجليزية: Don) ‏ (كما يعرف أيضاً باسم: دون: المطاردة تبدأ من جديد) هو فيلم حركة وإثارة هندي من بطولة شاه روخ خان وبريانكا تشوبرا وأخرجه الممثل والمخرج والمنتج فرحان أختر، تم إصدار الفيلم في أكتوبر من عام 2006 وقد حقق نجاحاً تجارياً في الواردات.

## عن الفيلم
تدور أحدات الفيلم عن الدون (شاه روخ خان) المطلوب للعدالة على المستوى الدولي، وهدفه السيطرة على السوق السوداء في المخدرات. فيقتل أحد أعضاء فريقه لكونه خائنا فتحاول روما بريانكا شوبر قتله لكن دون يتعرض لحادث فياتي الشرطي دي سلفا بومان إيراني بشبيه له فتتحول القصة تماما إلى مطاردة ومغامرة

## وصلات خارجية
- الموقع الرسمي للفلم
- مقالات تستعمل روابط فنية بلا صلة مع ويكي بيانات